# Wilczyn (gemeente)

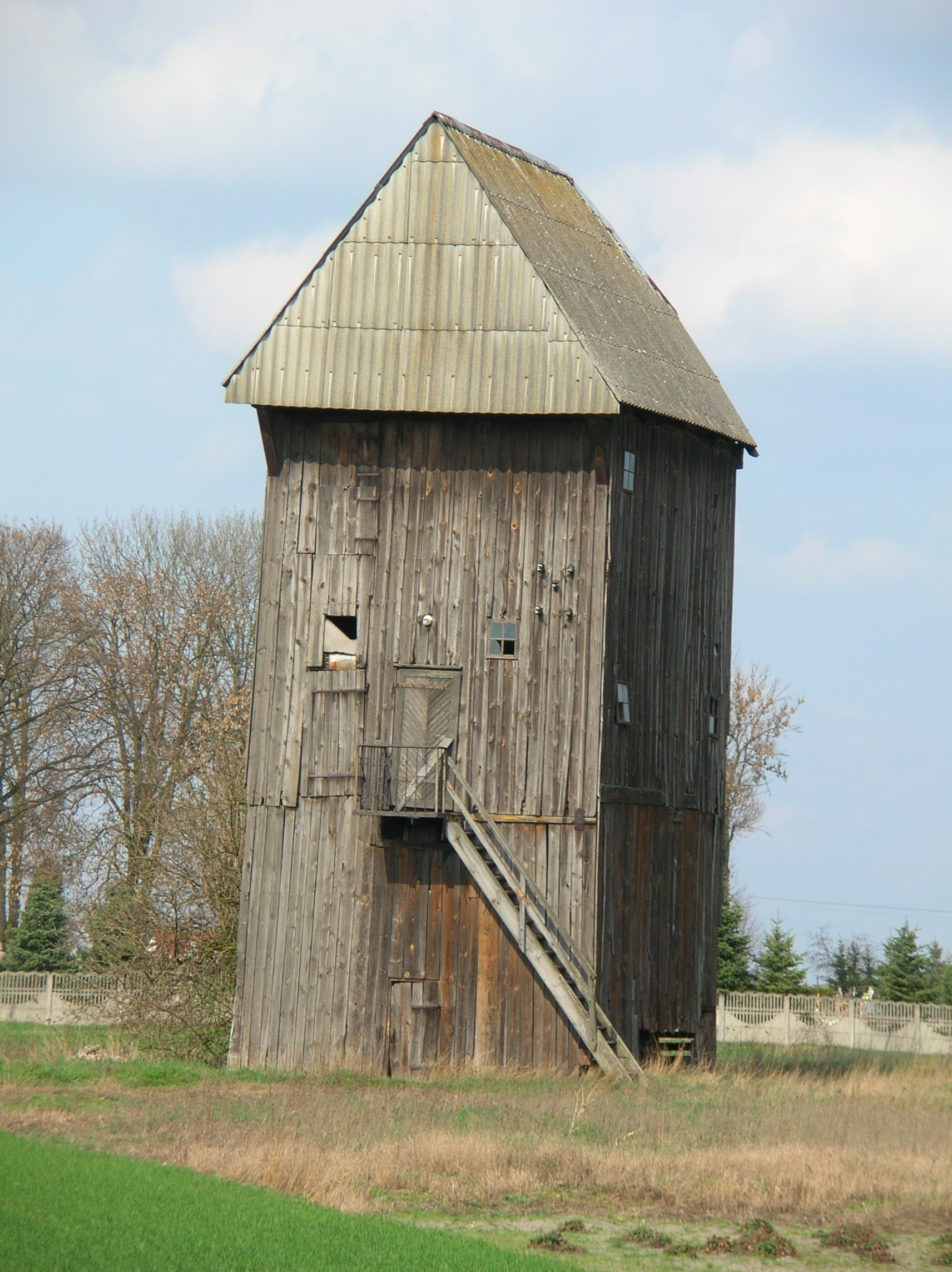
Molen van Wilczyn

De gemeente Wilczyn is een landgemeente in het Poolse woiwodschap Groot-Polen, in powiat Koniński.
De zetel van de gemeente is in Wilczyn.
Op 30 juni 2004 telde de gemeente 6363 inwoners.

## Oppervlakte gegevens
In 2002 bedroeg de totale oppervlakte van gemeente Wilczyn 83,12 km², waarvan:
- agrarisch gebied: 77%
- bossen: 10%

De gemeente beslaat 5,27% van de totale oppervlakte van de powiat.

## Demografie
Stand op 30 juni 2004:
| Omschrijving                   | Totaal | Totaal | Vrouwen | Vrouwen | Mannen | Mannen |
| ------------------------------ | ------ | ------ | ------- | ------- | ------ | ------ |
| eenheid                        | aantal | %      | aantal  | %       | aantal | %      |
| inwoners                       | 6363   | 100    | 3173    | 49,9    | 3190   | 50,1   |
| bevolkingsdichtheid (inw./km²) | 76,6   | 76,6   | 38,2    | 38,2    | 38,4   | 38,4   |

In 2002 bedroeg het gemiddelde inkomen per inwoner 1297,11 zł.

## Plaatsen
Biela, Cegielnia, Dębówiec, Dębówiec-Towarzystwo, Głęboczek, Gogolina, Gogolina-Parcele, Góry, Góry-Kolonia, Kaliska, Kaliska-Kolonia, Kaliska-Parcele, Kopydłowo, Kopydłowo Drugie, Kopydłowo Trzecie, Kopydłówek-Parcele, Kopydłówek, Kownaty, Kownaty-Kolonia, Kościeszki, Kwiatkowo, Maślaki, Mrówki, Nowa Gogolina, Nowe Kopydłowo, Nowy Świat, Ostrówek, Ościsłowo, Ościsłowo-Kolonia, Stara Gogolina, Suchary, Świętne, Wacławowo, Wilczogóra, Wilczyn, Wiśniewa, Wiśniewa-Kolonia, Wturek, Wturek-Kolonia, Wturek-Parcele, Wygorzele, Zygmuntowo.

## Aangrenzende gemeenten
Jeziora Wielkie, Kleczew, Orchowo, Skulsk, Ślesin